# Calliphora vicina

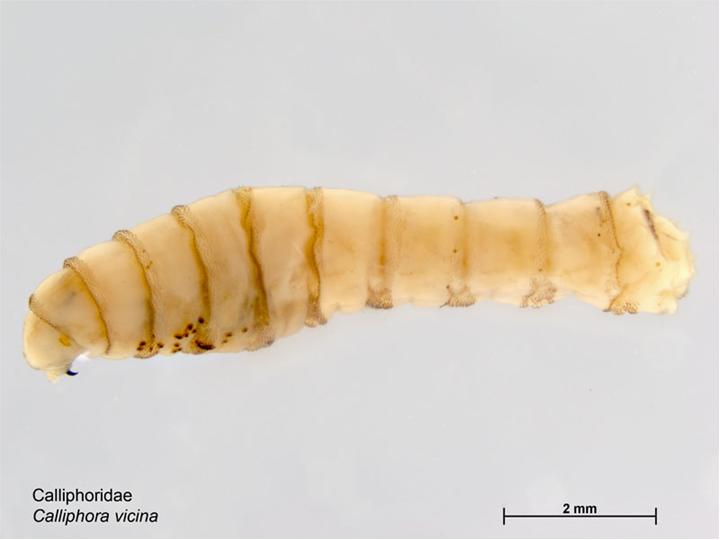
Larve von Calliphora vicina

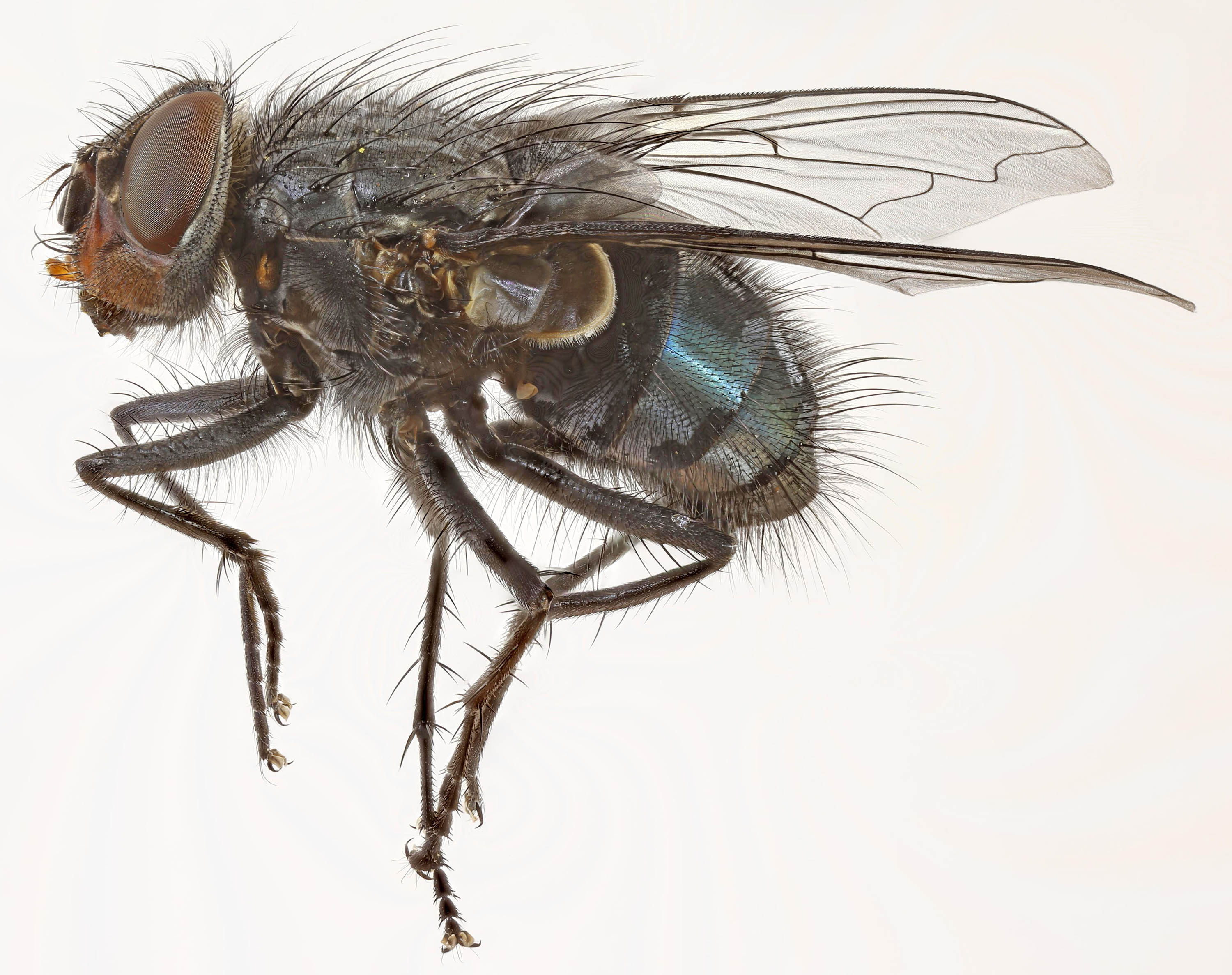
Laterale Ansicht eines Exemplars mit gut erkennbaren Bestimmungsmerkmalen

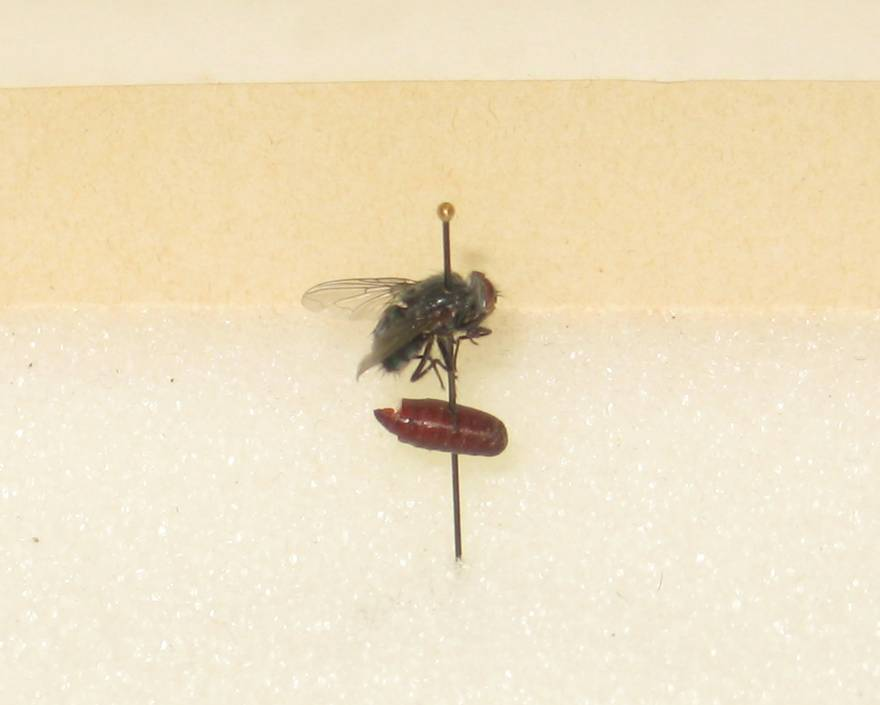
Unter der adulten Fliege ist die Hülle einer Puppe aufgepinnt

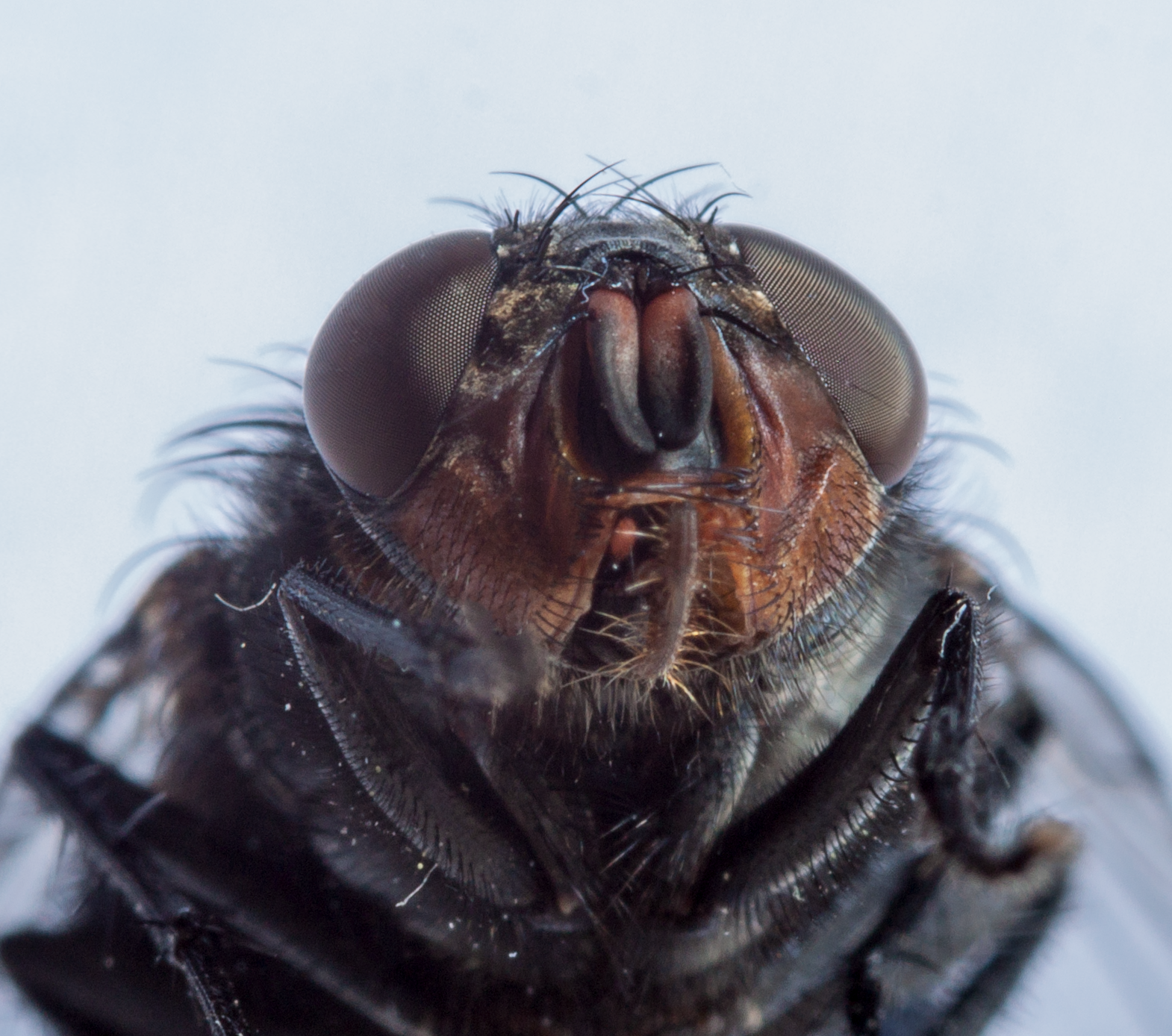
Kopfansicht von vorne

Calliphora vicina ist eine Art der Schmeißfliegen und kosmopolitisch verbreitet. Sie ist eine von fünf heimischen Arten aus der Gattung Calliphora, die in Mitteleuropa zu den am häufigsten zu findenden Fliegen gehören, unter anderem deshalb, weil sie auch regelmäßig in Häuser eindringen. Relevant ist die Gattung auch in der Forensischen Entomologie zur Bestimmung von Leichenliegedauern.

## Merkmale
Die Körperlänge beträgt etwa 6–13 mm. Das Abdomen ist stahlblau gefärbt, Thorax und Kopf sind mattschwarz bis mattblau gefärbt. Die Facettenaugen sind rötlich gefärbt. Der Körper weist eine Behaarung auf, besonders auffällig sind die Borsten auf dem Thorax und am hinteren Teil des Abdomens. Die Flügel sind transparent, entweder vollständig glasartig oder mit einem leicht bräunlichen Schimmer nahe dem Körper. Insgesamt ist der Habitus typisch „stubenfliegenartig“, die Art gehört zu den größeren heimischen Fliegen, die regelmäßig in und an Häusern zu finden sind. Die Maden der Art sind länglich und hell gefärbt, haben weder einen deutlich abgesetzten Kopf, noch Augen oder Beine.
Zur Unterscheidung der Unterfamilie Calliphorinae von anderen Unterfamilien der Schmeißfliegen sind folgende Merkmale entscheidend: Die Stammvene (der körpernahe Teil der Subcosta des Flügels, im englischen auch als stem vein bezeichnet) ist oberseits unbehaart, der Thorax ist nicht metallisch glänzend und dunkel gefärbt, und die untere Calyptere ist oberseits behaart. Für die Unterscheidung der Gattung Calliphora von der Art Cynomya mortuorum sind die Borsten auf dem Mesothorax wichtig. Bei Calliphora finden sich drei Paare von Borsten auf dem Mesothorax, bei Cynomya mortuorum nur zwei.
Die Bestimmung auf Artniveau kann schwierig sein. Von Calliphora subalpina unterscheidet sich Calliphora vicina dadurch, dass ihre Calypteren überwiegend schwarz sind, während sie bei C. subalpina überwiegend weiß-gelblich sind. Von Calliphora loewi und Calliphora vomitoria unterscheidet sich Calliphora vicina durch eine gelbe Basicosta sowie eine stärkere Orangefärbung im unteren Gesichts- und Mundbereich. Bei C. loewi und C. vomitoria ist die Basicosta schwarz und die unteren Gesichtsanteile des Kopfes sind dunkel gefärbt.

## Verbreitung
Die Art ist nahezu weltweit verbreitet und vor allem aus den gemäßigteren bis subtropischen Gebieten der Erde bekannt, wie Europa, Nordamerika, dem südlichen Teil Südamerikas, Südafrika oder Ozeanien. Doch auch in tropischen Gebieten und von zahlreichen Inseln ist ihr Vorkommen bekannt, wobei sie in besonders heißen Gebieten nicht überleben kann. Nach Norden hin lebt die Art bis in den Norden Skandinaviens, Kanada und den Süden von Alaska.

## Lebensweise
Die Weibchen legen durchschnittlich 600 helle, längliche Eier an Fleisch ab. Dabei kann es sich um Kadaver handeln, wie tote Tiere, aber auch um Fleisch, das zum menschlichen Verzehr gedacht ist. Dadurch ist die Art sowohl in der Forensik relevant, wenn der Todeszeitpunkt von Leichen bestimmt werden soll, als auch im Bereich der Lebensmittelhygiene. Gelegentlich legen die Weibchen ihre Eier auch auf lebende Tiere, vor allem Wiederkäuer, und die Maden lösen dort eine Myiasis der Haut aus. Aus den Eiern schlüpfen die Maden, die sich vom verwesenden Fleisch ernähren. Nach wenigen Tagen verlassen sie ihre Futterquelle und verpuppen sich an geschützten Stellen in der Umgebung als Tönnchenpuppe. Bei Temperaturen zwischen 18 und 30 °C benötigen die Maden dabei etwa 7 bis 10 Tage bis zur Verpuppung. Bei Temperaturen über 30 °C kann es zu Kümmerformen kommen, die noch vor der Verpuppung sterben. Bei Temperaturen unterhalb von 16 °C suchen die Maden geschützte Orte auf und verfallen in einen stationären Zustand, bei dem sie sich nicht verpuppen. Bei kalten Bedingungen kann im Falle einer Eiablage im Spätherbst so der Winter überdauert werden, bevor sich die Maden im folgenden Frühling verpuppen. Unter günstigen Temperaturbedingungen sprengt die fertige Fliege nach etwa einer Woche den Deckel des Tönnchens mit Hilfe einer aufpumpbaren Stirnblase ab. Adulte Fliegen sind kurzlebig.
Die Art ist sehr kältetolerant und fliegt in Deutschland auch noch bis in den Winter hinein.